# أليونا بولسوفا
أليونا بولسوفا زادوينوف (الروسية: Алёна Вадимовна Большова ، أليونا فاديموفنا بولشوفا، من مواليد 6 نوفمبر 1997) لاعبة تنس إسبانية مولدوفية. مثلت مولدوفا من عام 2012 إلى عام 2013 ، حتى حصلت على الجنسية الإسبانية في عام 2013.

## روابط خارجية
- أليونا بولسوفا على موقع رابطة محترفات التنس (الإنجليزية)
- أليونا بولسوفا على موقع الاتحاد الدولي لكرة المضرب (الإنجليزية)
- أليونا بولسوفا على موقع كأس بيلي جين كينغ (الإنجليزية)
- أليونا بولسوفا على موقع بطولة ويمبلدون (الإنجليزية)
- أليونا بولسوفا على موقع خلاصة التنس.كوم (الإنجليزية)
- أليونا بولسوفا على موقع إي إس بي إن.كوم (الإنجليزية)